# Lago di Fincken
Il lago di Fincken (Finckener See in lingua tedesca) è un lago tedesco sito nel Land del Meclemburgo-Pomerania Anteriore, circondario della Piana dei laghi del Meclemburgo. La sua superficie è di circa 17 ha, si estende per 600 m con una larghezza massima di circa 400. Situato a 71,2 m s.l.m., ha una profondità media di 2,8 m, con una punta massima di 5,6.
È alimentato dal fiume Elde, che vi sfocia da nord ovest proveniente dal Darzer See e ne esce alla riva meridionale.
Con l'eccezione della riva orientale, il lago di Fincken è circondato da una cintura di alberi.
Esso prende il nome dal comune di Fincken, che si affaccia sulla riva sudorientale.

## Altri progetti

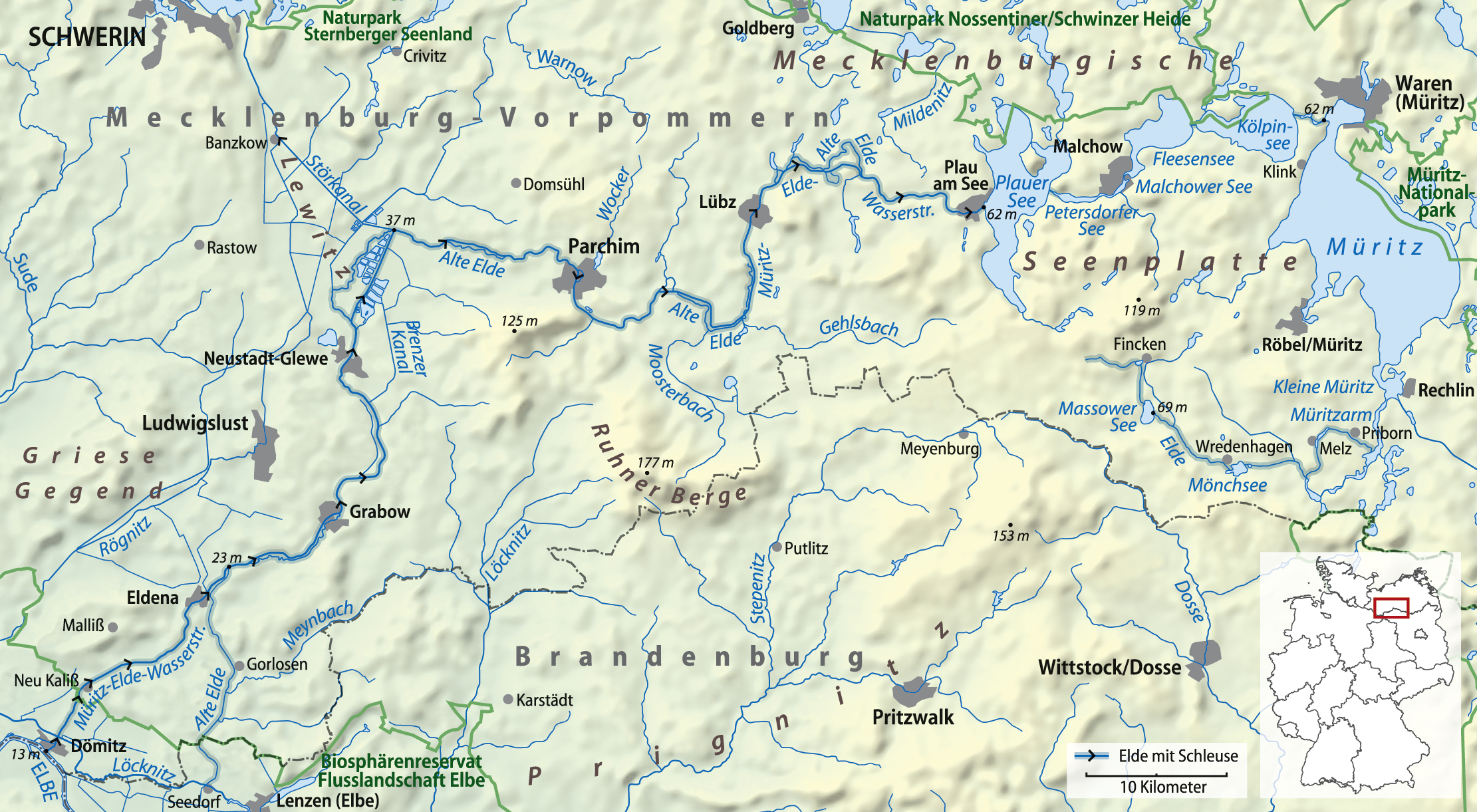
Mappa del percorso della Elde, che evidenzia la catena di laghi che si estende dal Müritz fino al lago di Plau.